# نظرية الفوضى (فلم)
نظرية الفوضى (بالإنجليزية: Chaos Theory) فيلم أمريكي إصدار عام 2008
الفيلم من بطولة رايان رينولدز وإيميلي مورتيمير

## قصة
يقوم محور الفيلم على خبير التنمية البشرية «فرانك» الذي يعيش حياة في قمة الانتظام كالساعة، لكن بسبب عشر دقائق تأخير، يختل توازن حياته، ويقرر الانتقال إلى العكس تماما حيث نظرية الفوضى بدلا من الدقة المفرطة وخلال رحلته نحو الفوضى، يتعلم فرانك أكثر عن الحب والصداقة والإيمان والأمل والحياة.

## روابط خارجية
- مقالات تستعمل روابط فنية بلا صلة مع ويكي بيانات